# Baihakki Khaizan
Baihakki Khaizan (ur. 31 stycznia 1984 w Singapurze) – piłkarz singapurski grający na pozycji środkowego obrońcy.  Od 2018 roku jest zawodnikiem klubu Udon Thani FC.

## Kariera klubowa
Karierę piłkarską Khaizan rozpoczął w klubie Geylang United. W 2003 roku zadebiutował w jego barwach w singapurskiej lidze. W debiutanckim sezonie wywalczył mistrzostwo Singapuru, a w 2004 roku odszedł do Young Lions. W Young Lions spędził 4 sezony, a następnie wrócił do Geylang United i grał w nim w sezonach 2008 i 2009. W sezonie 2009 został mistrzem Singapuru i zdobył Puchar Singapuru.
W 2009 roku Khaizan wyjechał do Indonezji i został zawodnikiem klubu Persija Dżakarta. Spędził w niej jeden sezon, a następnie odszedł do Persibu Bandung. W 2011 roku podpisał kontrakt z innym indonezyjskim zespołem, Medan Chiefs. Następnie grał w LionsXII, Johor Darul Ta'zim II i Warriors FC. W 2018 przeszedł do Muangthong United i został z niego wypożyczony do Udon Thani FC.
| Sezon   | Klub                  | Kraj      | Rozgrywki             | Mecze | Bramki |
| ------- | --------------------- | --------- | --------------------- | ----- | ------ |
| 2003    | Geylang United        | Singapur  | S-League              | 29    | 2      |
| 2004    | Young Lions           | Singapur  | S-League              | 22    | 3      |
| 2005    | Young Lions           | Singapur  | S-League              | 25    | 2      |
| 2006    | Young Lions           | Singapur  | S-League              | 17    | 0      |
| 2007    | Young Lions           | Singapur  | S-League              | 23    | 1      |
| 2008    | Geylang United        | Singapur  | S-League              | 25    | 0      |
| 2009    | Geylang United        | Singapur  | S-League              | 20    | 0      |
| 2009/10 | Persija Dżakarta      | Indonezja | Liga Primer Indonesia | 30    | 0      |
| 2010/11 | Persib Bandung        | Indonezja | Liga Primer Indonesia | 9     | 0      |
| 2010/11 | Medan Chiefs          | Indonezja | Liga Primer Indonesia | 20    | 1      |
| 2012    | LionsXII              | Singapur  | S-League              | ?     | ?      |
| 2013    | LionsXII              | Singapur  | S-League              | ?     | ?      |
| 2014    | Johor Darul Ta'zim II | Malezja   | Malaysia Super League | ?     | ?      |
| 2015    | Johor Darul Ta'zim II | Malezja   | Malaysia Super League | ?     | ?      |
| 2016    | Johor Darul Ta'zim II | Malezja   | Malaysia Super League | ?     | ?      |
| 2017    | Warriors FC           | Singapur  | S-League              | 20    | 0      |

## Kariera reprezentacyjna
W reprezentacji Singapuru Khaizan zadebiutował 4 sierpnia 2003 roku w wygranym 4:1 towarzyskim meczu z Hongkongiem. W 2005 i 2007 roku wygrał z Singapurem mistrzostwa ASEAN.